# Mörkhårig sköldskinnbagge
Mörkhårig sköldskinnbagge (Odontoscelis fuliginosa) är en insektsart som först beskrevs av Carl von Linné 1761.  Mörkhårig sköldskinnbagge ingår i släktet Odontoscelis, och familjen sköldskinnbaggar. Arten är reproducerande i Sverige.